# Magier (Religion)

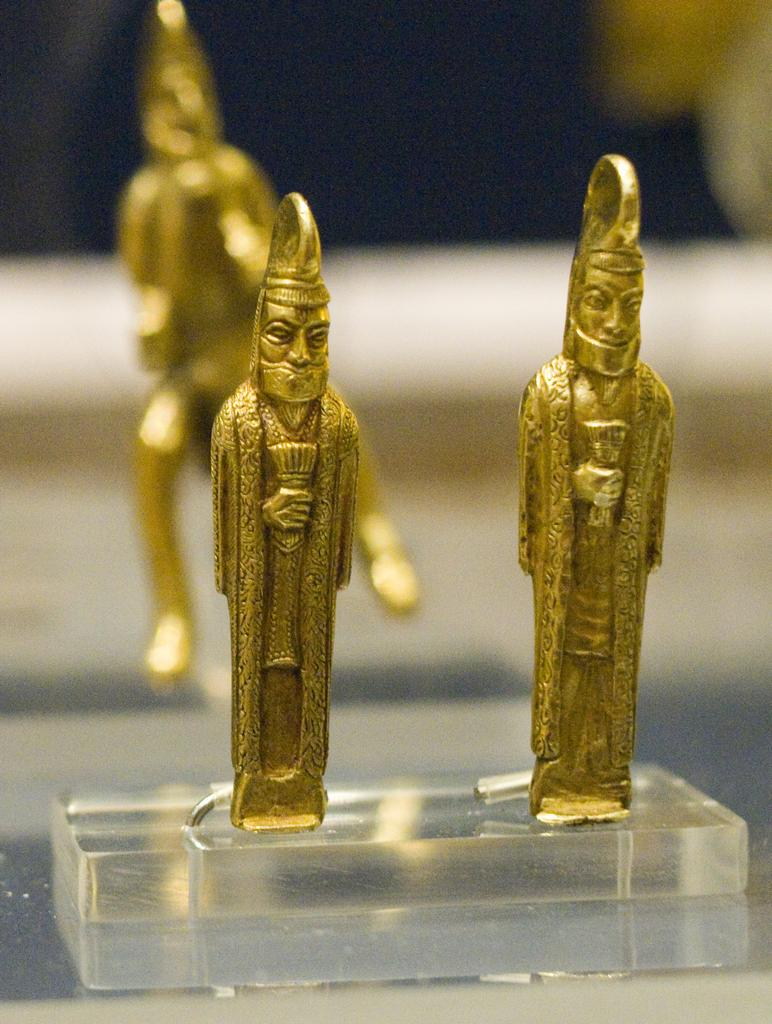
Barsom-tragende goldene Mager aus dem Oxos-Schatz

Magier (persisch مغ, DMG muġ bzw. moġ), auch Mager, ist ein Wanderwort altiranischer Herkunft, das spätestens seit dem 4. Jahrhundert v. Chr. eine allgemeine Bezeichnung für einen zoroastrischen Priester darstellt. Linguistisch liegt ihm die indogermanische Wurzel *magh- mit der Bedeutung „können, vermögen, helfen“ zugrunde, zu deren Wortfamilie auch „(ver)mögen“, „Macht“ und „Maschine“ gehören. Die Bedeutung des Wortes vor dem 4. Jahrhundert v. Chr. ist nicht ganz geklärt.

## Vor dem 4. Jahrhundert v. Chr.

### Im Avesta
Der älteste Beleg des Wortes stammt aus dem Avesta, konkret aus den Gathas Zarathustras, und liegt in der avestischen Sprache vor. Als Nominativ kommt das Wort jedoch nur ein einziges Mal vor, und auch nur in einer Verbindung, moghu.tbisch, was „feindselig gegenüber den Moghu“ bedeutet. Aus dem Kontext ist nicht mehr zu erraten, aber den im Mittelalter geschriebenen zoroastrischen Kommentaren ist zu entnehmen, dass die Theologen den Begriff als „feindselig gegenüber der zoroastrischen Gemeinschaft“ verstanden. In adjektivierter Form ist dem Begriff maghavan das Suffix -van mit der Bedeutung „innehabend“ zu entnehmen. Mary Boyce übersetzt maghavan entsprechend als „von der Lehre Zarathustras erfüllt“.

### In der Behistun-Inschrift
In der trilingualen Behistun-Inschrift des persischen Großkönigs Dareios I. (549–486 v. Chr.) tragen bestimmte Aufständische die Bezeichnung „Mager“, hierbei in der altpersischen Fassung als Maguš. Was der Begriff in diesem Kontext bedeutet, ist ebenfalls nicht ganz geklärt. Es ist wahrscheinlich nicht die Bezeichnung eines Meders, denn die Behistun-Inschrift sollte als Warnung an potenzielle Aufständische dienen, und der Großkönig hätte nicht darauf verzichtet, seine nächsten Nachbarn zu erwähnen.

### In den griechischen Quellen
Einen geringfügig späteren Beleg als die Behistun-Inschrift liefert Heraklit (520–460 v. Chr.), der die Mager (altgriechisch μάγος mágos, Plural μάγοι magoi) und andere wegen ihrer „pietätlosen“ Riten beschimpft. Hier sind die Mager schon mit religiösen Aktivitäten assoziiert.
In den Historien des Herodot (Mitte 5. Jh. v. Chr.) hat der griechische Begriff Magoi zwei Bedeutungen. Einmal erscheint es als Name eines von sechs medischen Stämmen, die Deiokes zusammengeschlossen hat. Ein anderes Mal verwendet Herodot das Wort als allgemeine Bezeichnung für iranische Priester, deren Volksstamm er jedoch nicht erwähnt. Ob Herodots medischer Volksstamm gleichzeitig eine Priesterkaste war, bleibt somit unklar. Die Namen der medischen Stämme werden durch keinen anderen Zeitzeugen bestätigt. Herodots Aufzeichnungen beziehen sich außerdem nur auf die iranischen Handelsfamilien, die in Kleinasien lebten. Herodot selbst hat iranischen Boden nie betreten.
Weitere griechische Autoren folgten, unter anderem Xenophon, der die Mager des achämenidischen Hofes als Experten in allen religiösen Angelegenheiten beschreibt. In der Kyropaedia, seiner Pseudobiographie des Kyros II., gibt Xenophon außerdem an, dass die Mager für die Ausbildung des späteren Königs verantwortlich seien.

## Seit dem 4. Jahrhundert v. Chr.

### In griechischen und römischen Quellen
Spätestens in den griechischen und römischen Texten des 4. Jahrhunderts v. Chr. dienen mágos und magus unmissverständlich als Bezeichnung eines zoroastrischen Priesters. In diesen Texten, die bis in unsere Zeit hineinreichen, wird Zarathustra selbst als Mager genannt, und dem Amt werden verschiedenste Aufgaben zugeschrieben, von der Wahrsagung bis hin zur Totenbeschwörung. Der Begriff hat in dieser Zeit nicht selten auch eine negative Konnotation; Plinius und Plutarch waren besonders kritisch gegenüber den Magern.
Die astrologischen Deutungen der „Weisen aus dem Morgenland“ (Mt 2,1–12 ), bei Matthäus magoi genannt, zuweilen auch als „Heilige Drei Könige“ bezeichnet, die der biblischen Überlieferung nach einem Stern nach Bethlehem folgten, sind möglicherweise das bekannteste Beispiel der Auffassung, die Mager seien Experten der Astrologie gewesen. Im Deutschen ist die Verbindung mit den (ursprünglich religiösen) Zauberkünsten in den Worten ‚Magie‘ und ‚Magier‘ erhalten. Ähnliches gilt für die meisten modernen germanischen und romanischen Sprachen.

### Im Perserreich
Im Persischen Reich selbst erscheint das Wort erst wieder in den Inschriften des Kartir in frühsassanidischer Zeit. Diesen ist zu entnehmen, dass sich der Begriff maguš auch unter Zoroastriern bereits zu einem Synonym für ‚Priester‘ entwickelt hatte. Das neupersische Wort mobed, das heute einen zoroastrischen Theologen bezeichnet, ist eine sprachliche Weiterentwicklung vom altpersischen *magu-patiš, „Hauptpriester“ bzw. wörtlich „Meister/Herr der Magier“.

### In der islamischen Welt
Im Koran ist madschūs ein fester Begriff für einen Zoroastrier (und nicht ausschließlich für einen zoroastrischen Priester).